# McLaren MP4/8
McLaren MP4/8 – samochód Formuły 1, zaprojektowany przez Neila Oatleya i Henriego Duranda dla zespołu Marlboro McLaren na sezon 1993. Kierowcami sezonu byli Ayrton Senna, Michael Andretti oraz zastępujący go po Grand Prix Włoch Mika Häkkinen. Po wygaśnięciu po 1992 roku umowy na dostawę silników z Hondą samochód był napędzany przez "klienckie" silniki Forda. MP4/8 osiągał gorsze wyniki aniżeli Williams FW15C, ale McLaren za sprawą Senny wygrał w 1993 roku pięć wyścigów i zdobył wicemistrzostwo w klasyfikacji konstruktorów. Senna natomiast w klasyfikacji kierowców został wyprzedzony tylko przez Alaina Prosta. W trakcie sezonu testowana była wersja MP4/8B, napędzana przez silniki Lamborghini. MP4/8B osiągał na torze lepsze czasy niż MP4/8, ale nigdy nie wziął udziału w Grand Prix. Zbudowano osiem egzemplarzy modelu.

## Tło
W 1992 roku kilkuletni okres dominacji samochodów McLaren-Honda zakończył się. Nowym mistrzem świata z dużą przewagą został Nigel Mansell z Williamsa, a Williams-Renault triumfował w klasyfikacji konstruktorów. Kierowcy McLarena: Ayrton Senna i Gerhard Berger, zdołali wprawdzie wygrać pięć wyścigów, jednakże Senna, mistrz świata z 1991 roku, w roku 1992 zajął czwarte miejsce w klasyfikacji kierowców, będąc wyprzedzonym nie tylko przez Mansella (do którego stracił 58 punktów), ale także przez Riccardo Patrese i Michaela Schumachera. Berger natomiast stracił punkt do Senny. McLaren w klasyfikacji konstruktorów był gorszy od Williamsa o 65 punktów, wyprzedzając trzeciego Benettona o osiem punktów. Po czterech z rzędu zdobytych tytułach w klasyfikacji kierowców i konstruktorów taki wynik był dla zespołu rozczarowaniem. Co więcej, dostawca silników dla McLarena – Honda – ogłosił, że po sezonie 1992 wycofuje się z Formuły 1. Inżynierowie McLarena pod kierownictwem Neila Oatleya (szefa ds. projektu) i Henriego Duranda (szefa ds. aerodynamiki) pracowali nad nowym samochodem, a szef zespołu, Ron Dennis, rozpoczął poszukiwania nad nowym dostawcą silników. Sprawiało to trudności, podobnie jak wybór kierowców, którzy mieliby ścigać się dla zespołu w sezonie 1993. Te okoliczności sprawiały, że nadchodzący sezon mógł wydawać się trudnym dla McLarena.

## Silnik i skrzynia biegów
Na początku lat 90. powszechnie uważano, że silniki Renault są najmocniejsze wśród stosowanych w Formule 1 jednostek napędowych. Z tego powodu Dennis próbował je pozyskać. Renault dostarczało już silniki zespołom Williams i Ligier i z różnych powodów nie mogło dostarczać silników trzeciemu zespołowi. Determinacja Dennisa była jednak tak duża, że próbował on nawet wykupić Ligiera. Nie doszło to jednak do skutku z powodu potencjalnego konfliktu interesów między dostawcą paliwa i oleju dla Renault (Elf) a długoterminowym sponsorem McLarena, firmą Shell. Ostatecznie Dennis zakupił dostępne dla klientów silniki Forda. W hierarchii Forda McLaren był drugim zespołem po Benettonie, który podpisał z Fordem umowę na wyłączność na otrzymywanie najnowszych silników Ford HBA8 V8.
Opracowany przez Coswortha silnik Ford HBE7 był dostosowany do projektu McLarena. Zawierał aluminiumowy blok i głowicę. Pojemność skokowa tej wolnossącej ośmiocylindrowej jednostki wynosiła 3493 cm³. Silnik został zamontowany wzdłużnie przed osią tylną i ważył 140 kg. Dysponował on mocą maksymalną około 630–640 KM przy 12 000 obr./min.. Było to o około 40 KM mniej, niż w silnikach używanych przez Benettona, i nawet do 80 KM mniej od silników Renault. W porównaniu do jednostki Hondy z 1992 roku (oznaczonej symbolem RA122E) zwiększył się kąt rozwarcia między cylindrami – z 60° do 75°. Zachowany został układ czterech zaworów na cylinder z podwójnym wałkiem rozrządu w głowicy, spotykany wcześniej w jednostkach Hondy. W MP4/8 wprowadzono nowy system zarządzania silnikiem. McLaren przez cały sezon korzystał z jednej specyfikacji silnika.
Napęd przenoszony był na tylną oś. Sześciobiegowa półautomatyczna skrzynia biegów była uruchamiana za pomocą łopatek znajdujących się za kierownicą. Była to elektrohydrauliczna jednostka z półautomatyczną aktywacją. System ten pozwalał kierowcy na stałe trzymanie stopy na pedale przepustnicy, jako że kabel przepustnicy został zastąpiony elektronicznym czujnikiem. System również automatycznie kontrolował szybkość podczas zmiany biegów. MP4/8 był drugim – po MP4/7A – samochodem McLarena, w którym zastosowano to rozwiązanie.

## Nadwozie i zawieszenie
Jednym z głównych powodów, dla którego Williams FW14B odnosił wiele sukcesów, było zaawansowane użycie systemów elektronicznych. Szczególnie rozwinięty był system aktywnego zawieszenia, który dawał Williamsowi przewagę nad nieco bardziej konwencjonalnym McLarenem MP4/7A. Podczas procesu projektowania modelu MP4/8 inżynierowie opracowali od zera wiele z tych systemów. Znajdowały się one w nadwoziu monocoqueowym, wykonanym z włókna węglowego o strukturze plastra miodu, które było ewolucją tego stosowanego w samochodzie z 1992 roku. Od poprzednika MP4/8 różnił się między innymi podniesionym tzw. pedal boksem i użyciem deflektorów pionowych za przednim zawieszeniem, a także zmniejszonym rozstawem osi. Samochód – w przeciwieństwie do konkurentów, jak na przykład Benettona B193 czy Ferrari F93A, nie był wyposażony w podpórki służące podniesieniu nosa.
Samochód był skonstruowany wokół rozwijanych przez TAG Electronics elektronicznych systemów dozwolonych regulaminem na sezon 1993. Po nieudanym eksperymencie z systemem aktywnego zawieszenia w 1992 roku (model MP4/7B) McLaren we współpracy z TAG zdecydował się wprowadzić to udogodnienie na rok 1993. Zdecydowano się również na wprowadzenie kontroli trakcji. Senna krytykował później system kontroli trakcji, mówiąc, że nie lubi sytuacji, gdy "komputery jadą za niego". Andretti z kolei miał duże problemy z dostosowaniem się do samochodu z takimi systemami.
Na zawieszenie składały się podwójne wahacze i popychacze poruszane przez znajdujące się wewnątrz sprężyny śrubowe, amortyzatory i siłowniki.

## Kierowcy
Problemem McLarena była nie tylko kwestia rozwiązania problemu braku dostawcy silników, ale także kierowców. Początkowo mówiono, że lider zespołu i trzykrotny mistrz świata, Ayrton Senna, chce przejść do Williamsa. Jednak gdy do tego zespołu przyszedł Alain Prost, zażądał on klauzuli, w której zastrzegł, że nie będzie jeździć w jednym zespole z Senną, stało się więc jasne, że Senna nie zostanie kierowcą Williamsa. Senna zatem po krótkim teście samochodu Penske Emersona Fittipaldiego (ścigającego się w IndyCar) spędził urlop w Brazylii, po czym powrócił do zespołu, ale jego żądania finansowe były wyższe niż kiedykolwiek. Negocjacje między Senną i McLarenem były długie i trudne i panowała opinia, że Senna nie podpisze z zespołem kontraktu na cały sezon, a jedynie kontrakt odnawialny co każdy wyścig. Tak też się stało. Drugi kierowca zespołu w sezonie 1992, Gerhard Berger, przeszedł do Ferrari, a jego miejsce zajął syn mistrza świata z 1978 roku, Mario Andrettiego – Michael. Michael Andretti był debiutantem w Formule 1, ale zyskał już sobie dobrą reputację poprzez występy w zawodach samochodów sportowych i jednomiejscowych w Stanach Zjednoczonych. Do jego największych sukcesów należy zdobycie tytułu mistrzowskiego serii CART w 1991 roku.
Przyjście Andrettiego do McLarena nie było jego pierwszym kontaktem z brytyjskim zespołem. Na początku lat 90. nastąpił wzrost zainteresowania kierowcami serii CART przez zespoły Formuły 1: Williams wykazywał zainteresowanie usługami Ala Unsera jra, a Benetton – Paula Tracy’ego. Dzięki kontaktom Mario Andrettiego w Formule 1 jego syn odbył na początku 1991 roku test na torze Estoril. Amerykanin zdołał podczas tego testu przejechać tylko dwanaście okrążeń, z czego cztery w suchych warunkach. Mimo to Ron Dennis podpisał z Andrettim "kontrakt testowy" – chociaż Andretti nie był kierowcą testowym McLarena w ścisłym tego słowa znaczeniu. "Kontrakt" polegał bowiem raczej na obserwowaniu postępów i kariery Andrettiego aniżeli udostępnianiu mu samochodu Formuły 1 do testowania. W 1991 roku Andretti odbył jeszcze tylko jeden test na torze Magny-Cours. Andretti nie testował następnie samochodu Formuły 1 aż do września 1992 roku, kiedy to w celu spotkania się z nim do Detroit poleciał Ron Dennis. Pozostając bez jednego kierowcy (Bergera) i zdając sobie sprawę z tego, że Senna może odejść z zespołu, Dennis podpisał roczny kontrakt z Andrettim z opcją przedłużenia na dwa kolejne lata, i to pomimo faktu, że Andretti nie obronił tytułu w serii CART.
W styczniu 1993 roku Dennis podpisał kontrakt z byłym kierowcą Lotusa, Miką Häkkinenem. Jako że wówczas wciąż nie było pewne, czy Senna będzie startował w McLarenie w sezonie 1993, istniała możliwość, że Häkkinen będzie etatowym kierowcą – w przypadku, gdyby Senna nie został w zespole. Jeśli natomiast Brazylijczyk kontynuowałby starty w McLarenie, Häkkinen objąłby funkcję kierowcy testowego.

## MP4/8 w wyścigach
Mimo trudnych początków MP4/8 okazał się konkurencyjnym samochodem. Głównym rywalem Senny i McLarena był Alain Prost, powracający po roku przerwy do Formuły 1. Prost zdobył pole position w pierwszym wyścigu sezonu, o Grand Prix RPA. W wyścigu Senna dwukrotnie obejmował prowadzenie, ale zajął ostatecznie drugie miejsce. Wygrał natomiast odbywające się w zmiennych warunkach Grand Prix Brazylii, zapewniając McLarenowi pierwszy triumf w sezonie 1993.
Następną eliminacją w kalendarzu było Grand Prix Europy, odbywające się po raz pierwszy na torze Donington. W kwalifikacjach najlepsi byli kierowcy Williamsa – Alain Prost i Damon Hill. W trakcie wyścigu padał jednak deszcz. Senna startował z czwartego miejsca, a po pierwszym zakręcie spadł na piątą pozycję. Jednakże po pierwszym okrążeniu był już liderem. Pogoda ciągle się zmieniała i Prost zjeżdżał na pit stop siedmiokrotnie. Senna natomiast zjechał do boksów cztery razy i odniósł zwycięstwo. Andretti tymczasem w trzech pierwszych wyścigach ukończył tylko trzy okrążenia.

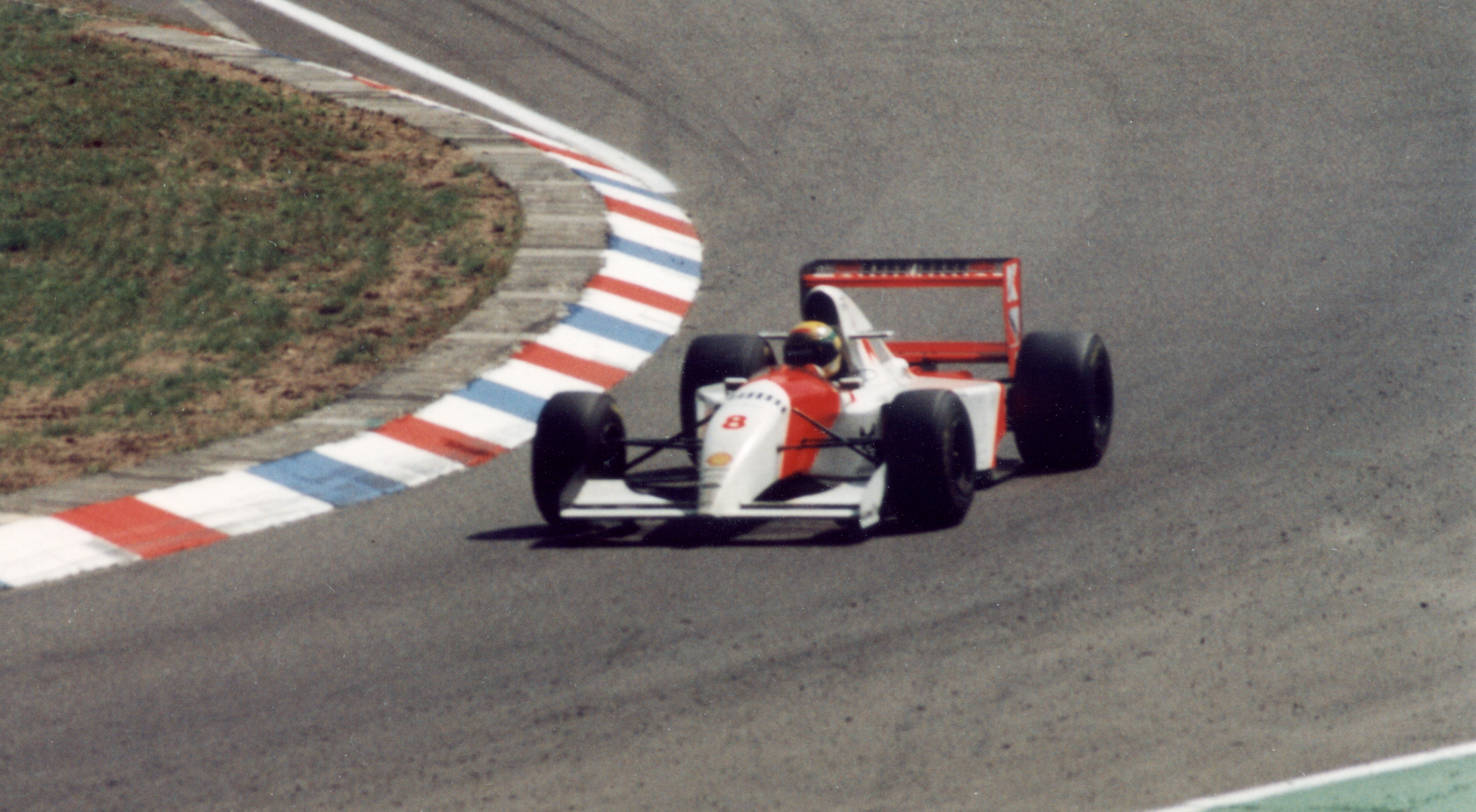
Ayrton Senna podczas Grand Prix Niemiec 1993

Prost odniósł pewne zwycięstwa w dwóch następnych rundach, w San Marino i Hiszpanii. Zwycięzcą Grand Prix Monako po raz szósty, a piąty z rzędu, został Senna. Następne cztery wyścigi wygrał Prost, a dalsze trzy – Hill, Senna jednak regularnie zdobywał punkty. Tymczasem Andretti spisywał się słabo i mimo trzeciego miejsca w Grand Prix Włoch został zastąpiony przez Mikę Häkkinena. Jednym z błędów Andrettiego był fakt, że nie chciał się przeprowadzić do Europy, mieszkając w Stanach Zjednoczonych, przez co stracił wiele okazji do testowania samochodu. Andretti powrócił do serii CART w 1994 roku i wygrał swój pierwszy wyścig, prowadząc przez cały dystans.
Pierwszym kierowcą, który przerwał zwycięską passę Williamsa, był Michael Schumacher, który to wygrał Grand Prix Portugalii. W wyścigu o Grand Prix Japonii po około 20 okrążeniach zaczęło padać i Senna zaczął szybko niwelować stratę do Prosta. Brazylijczyk wygrał ten wyścig, a Häkkinen był trzeci w zaledwie jego drugim wyścigu dla McLarena. W ostatnim Grand Prix dla McLarena – Grand Prix Australii – Senna wywalczył o pierwsze w sezonie pole position, przez co Williams nie zdobył wszystkich pole positions w sezonie. W wyścigu Senna prowadził od startu do mety. W klasyfikacji końcowej sezonu był drugi, 26 punktów za Prostem. McLaren także zajął drugie miejsce, osiem punktów przed Benettonem, ówcześnie fabrycznym zespołem Forda.
Na długo przed zakończeniem sezonu Senna ogłosił, że w sezonie 1994 będzie kierowcą Williamsa w miejsce odchodzącego Prosta. Sennę zastąpił Martin Brundle, a silniki Ford zostały zastąpione przez jednostki napędowe Peugeot. Silniki Peugeot były dosyć słabe i kierowcy McLarena zdołali jedynie kilkakrotnie zdobyć podium. Natomiast Ayrton Senna zginął podczas wyścigu o Grand Prix San Marino 1994.

## MP4/8B
W sierpniu 1993 roku pojawiły się plotki łączące McLarena i Lamborghini. Włoska prasa spekulowała, że McLaren buduje samochód dla Chryslera – ówczesnego właściciela Lamborghini, i że Chrysler chce rozszerzyć swoje zaangażowanie na Formułę 1.
Silniki Lamborghini V12 zaprojektowane przez Mauro Forghierego zadebiutowały w Formule 1 w sezonie 1989. Lamborghini było dostawcą dla takich zespołów, jak Larrousse (1989–1990 i 1992–1993), Lotus (1990), Modena (1991, określany jako fabryczny zespół Lamborghini), Ligier (1991) i Minardi (1992). Na sezon 1993 Lamborghini wybudowało dla Larrousse'a nowy, lżejszy sinik, a logo Chryslera pojawiło się na samochodach francuskiego zespołu.
Chrysler, niepewny co do potencjału i szybkości Larrousse'a LH93, poprosił McLarena o przetestowanie silnika. Nowy silnik Lamborghini był najmniejszym i najlżejszym silnikiem V12, jaki kiedykolwiek rywalizował w Formule 1. McLaren zgodził się na test, by Chrysler mógł ocenić, jak dobrą jednostką jest nowy silnik Lamborghini. Dostarczono dla McLarena kilka jednostek, a brytyjski zespół poczynił konieczne zmiany w samochodzie i oznaczył go symbolem MP4/8B.
Pierwszy test odbył się 20 września 1993 roku na torze Silverstone, a kierowcą był Ayrton Senna. Silnik wówczas oficjalnie nie nazywał się Lamborghini, a Chrysler. Samochód był zupełnie pozbawiony reklam sponsorów. Test był wspierany przez wiceprezydenta Chryslera François Castainga, który chciał promować w Europie nową serię Neon, a partnerstwo z McLarenem było bardziej medialne aniżeli z Larroussem.
W październiku 1993 roku odbył się test na torze Estoril. Senna nazwał silnik wytrzymałym i obiecującym, ale zastrzegł, że potrzebuje więcej mocy i nie jest wyszukany. Wyraził jednak pewność, że jednostka Lamborghini będzie bardzo dobra w sezonie 1994. Senna powiedział, że "byłoby czymś bardzo interesującym ścigać się Lamborghini w Japonii", ale Ron Dennis zaprzeczył, jakoby McLaren miał zmienić dostawcę silników w trakcie sezonu 1993. Następnie silnik był testowany przez Mikę Häkkinena, który na torze Silverstone osiągnął nim czas okrążenia o 1,4 sekundy lepszy aniżeli samochodem wyposażonym w silnik Forda. Zachęcony tymi rezultatami Chrysler obiecał McLarenowi zupełnie nowe silniki V12 na sezon 1994.
Jednakże w tym czasie do Formuły 1 chciał wejść Peugeot z silnikiem V10 wywodzącym się z Grupy C. W połowie października Larrousse był bliski podpisania kontraktu z Peugeotem na sezon 1994, ale McLaren wówczas ogłosił, że Peugeot będzie jego dostawcą. Chrysler wyraził tym rozczarowanie, a w listopadzie 1993 roku sprzedał Lamborghini indonezyjskiemu playboyowi Tommy’emu Suharto. Lamborghini zaprzestał dostarczania silników, a na sezon 1994 Larrousse był zmuszony skorzystać z silników Forda. Tymczasem dla McLarena rok 1994 był jednym z najgorszych za czasów szefowania Dennisa temu zespołowi.

## Wyniki w Formule 1
| Legenda oznaczeń w tabelach wyników Wyświetl szablon na nowej stronie | Legenda oznaczeń w tabelach wyników Wyświetl szablon na nowej stronie                                                                     |
| Oznaczenie                                                            | Wyjaśnienie |
| --------------------------------------------------------------------- | --- |
| Złoty                                                                 | Zwycięzca lub mistrzostwo |
| Srebrny                                                               | 2. miejsce lub wicemistrzostwo |
| Brązowy                                                               | 3. miejsce lub II wicemistrzostwo |
| Zielony                                                               | Ukończył, punktował (w klasyfikacji generalnej, gdy zdobył co najmniej jeden punkt na przestrzeni sezonu, poza trzema powyższymi opcjami) |
| Niebieski                                                             | Ukończył, nie punktował (w klasyfikacji generalnej, gdy nie zdobył co najmniej jednego punktu na przestrzeni sezonu)                      |
| Czerwony                                                              | Nie zakwalifikował się (NZ) |
| Czerwony                                                              | Nie prekwalifikował się (NPK) |
| Różowy                                                                | Nie ukończył (NU) |
| Różowy                                                                | Niesklasyfikowany (NS) (w klasyfikacji generalnej, gdy nie został sklasyfikowany w żadnym wyścigu sezonu)                                 |
| Czarny                                                                | Zdyskwalifikowany (DK) |
| Czarny                                                                | Wykluczony (WYK/EX) |
| Biały                                                                 | Nie wystartował (NW) |
| Biały                                                                 | Kontuzjowany (K/INJ) |
| Biały                                                                 | Wyścig odwołany (OD/C) |
| Bez koloru                                                            | Został wycofany (WYC/WD) |
| Bez koloru                                                            | Nie przybył (NP/DNA) |
| Bez koloru                                                            | Nie brał udziału w treningach (NT/DNP) |
| Bez koloru                                                            | Nie został zgłoszony (–) |
| Pogrubienie                                                           | Start z pole position |
| Kursywa                                                               | Najszybsze okrążenie wyścigu |
| †                                                                     | Nie ukończył, ale jego rezultat został zaliczony ze względu na przejechanie więcej niż 90% dystansu wyścigu.                              |
| *                                                                     | Sezon w trakcie |
| 1/2/3                                                                 | Punktowana pozycja w sprincie kwalifikacyjnym                                                                                             |
| Lista systemów punktacji Formuły 1                                    | |

| Sezon | Zespół           | Silnik | Kierowcy         | Wyniki w poszczególnych eliminacjach | Wyniki w poszczególnych eliminacjach | Wyniki w poszczególnych eliminacjach | Wyniki w poszczególnych eliminacjach | Wyniki w poszczególnych eliminacjach | Wyniki w poszczególnych eliminacjach | Wyniki w poszczególnych eliminacjach | Wyniki w poszczególnych eliminacjach | Wyniki w poszczególnych eliminacjach | Wyniki w poszczególnych eliminacjach | Wyniki w poszczególnych eliminacjach | Wyniki w poszczególnych eliminacjach | Wyniki w poszczególnych eliminacjach | Wyniki w poszczególnych eliminacjach | Wyniki w poszczególnych eliminacjach | Wyniki w poszczególnych eliminacjach | Wyniki kierowców | Wyniki kierowców | Wyniki konstruktora | Wyniki konstruktora |
| Sezon | Zespół           | Silnik | Kierowcy         | ZAF                                  | BRA                                  | EUR                                  | SMR                                  | ESP                                  | MCO                                  | CAN                                  | FRA                                  | GBR                                  | DEU                                  | HUN                                  | BEL                                  | ITA                                  | PRT                                  | JPN                                  | AUS                                  | Punkty           | Pozycja          | Punkty              | Pozycja             |
| ----- | ---------------- | ------ | ---------------- | ------------------------------------ | ------------------------------------ | ------------------------------------ | ------------------------------------ | ------------------------------------ | ------------------------------------ | ------------------------------------ | ------------------------------------ | ------------------------------------ | ------------------------------------ | ------------------------------------ | ------------------------------------ | ------------------------------------ | ------------------------------------ | ------------------------------------ | ------------------------------------ | ---------------- | ---------------- | ------------------- | ------------------- |
| 1993  | Marlboro McLaren | Ford   | Michael Andretti | NU                                   | NU                                   | NU                                   | NU                                   | 5                                    | 8                                    | 14                                   | 6                                    | NU                                   | NU                                   | NU                                   | 8                                    | 3                                    | -                                    | -                                    | -                                    | 7                | 11               | 84                  | 2                   |
| 1993  | Marlboro McLaren | Ford   | Mika Häkkinen    | -                                    | -                                    | -                                    | -                                    | -                                    | -                                    | -                                    | -                                    | -                                    | -                                    | -                                    | -                                    | -                                    | NU                                   | 3                                    | NU                                   | 4                | 15               | 84                  | 2                   |
| 1993  | Marlboro McLaren | Ford   | Ayrton Senna     | 2                                    | 1                                    | 1                                    | NU                                   | 2                                    | 1                                    | 18                                   | 4                                    | 5                                    | 4                                    | NU                                   | 4                                    | NU                                   | NU                                   | 1                                    | 1                                    | 73               | 2                | 84                  | 2                   |